# Курокава, Кисё
Кисё Курокава (яп. 黒川 紀章 Курокава Кисё:, 8 апреля 1934, Каниэ, Японская империя — 12 октября 2007, Токио, Япония) — японский архитектор и один из основателей движения метаболистов.
Изучал архитектуру в Киотском и Токийском университетах, в 1962 году основал архитектурную фирму, имевшую отделение в США.

## Известные проекты
- Капсульная башня «Накагин», 1970—1972
- Национальный музей этнологии (Осака, Япония, 1973—1977)
- Гостиница Маринела София (болг.), Болгария, 1974-1979)
- Музей современного искусства в Хиросиме (Хиросима, Япония, 1988—1989)
- Международный аэропорт Куала-Лумпур (Куала-Лумпур, Малайзия, 1992—1998)
- Стадион Оита (Оита, Япония, 1996—2001, использовался для проведения Чемпионата мира по футболу 2002 года)
- Международный аэропорт «Нурсултан Назарбаев» (Астана, Казахстан, 2000—2003)
- Футбольный стадион «Газпром Арена» (Санкт-Петербург, Россия, 2006—2017)
- Генеральный план новой столицы Казахстана, города Астана

- Nakagin Capsule Tower (1970—1972)
- Маринела София 1974-1979
- Melbourne Central (Мельбурн, Австралия, 1988)
- Wheelock Place (Сингапур, 1990—1993)
- Republic Plaza (Сингапур, 1986—1995)
- Национальный центр искусства, Токио
- Fukui Prefectural Dinosaur Museum (1996—2000)
- Osaka International Convention Center (Осака, Япония, 1994—2000)
- Международный аэропорт Астаны (Астана, Казахстан, 2000—2003)
- Oita Bank Dome
- Стадион «Газпром Арена» (Санкт-Петербург, Россия, 2006—2017)